# Нова Надія (партія)
Нова Надія (пол. Nowa Nadzieja) — це польська право-лібертаріанська і євроскептична політична партія, створена в 2015 році Янушем Корвін-Мікке внаслідок його відсторонення від своєї колишньої партії, Конгресу нових правих. Серед інших членів партії Пшемислав Віплер, член польського Сейму і Роберт Івашкевич, член Європейського парламенту.
До 8 жовтня 2016 року група була відома як Коаліція за відновлення республіки — Свобода і Надія.
Корвін-Мікке взяв участь в президентських виборах в 2015 році.

## Результати виборів

### Сейм
| Рік виборів | Кількість голосів | Відсоток  | Кількість місць |
| ----------- | ----------------- | --------- | --------------- |
| 2015        | 722,999           | 4.76 (#7) | 0 / 460         |